# Dicke Linde

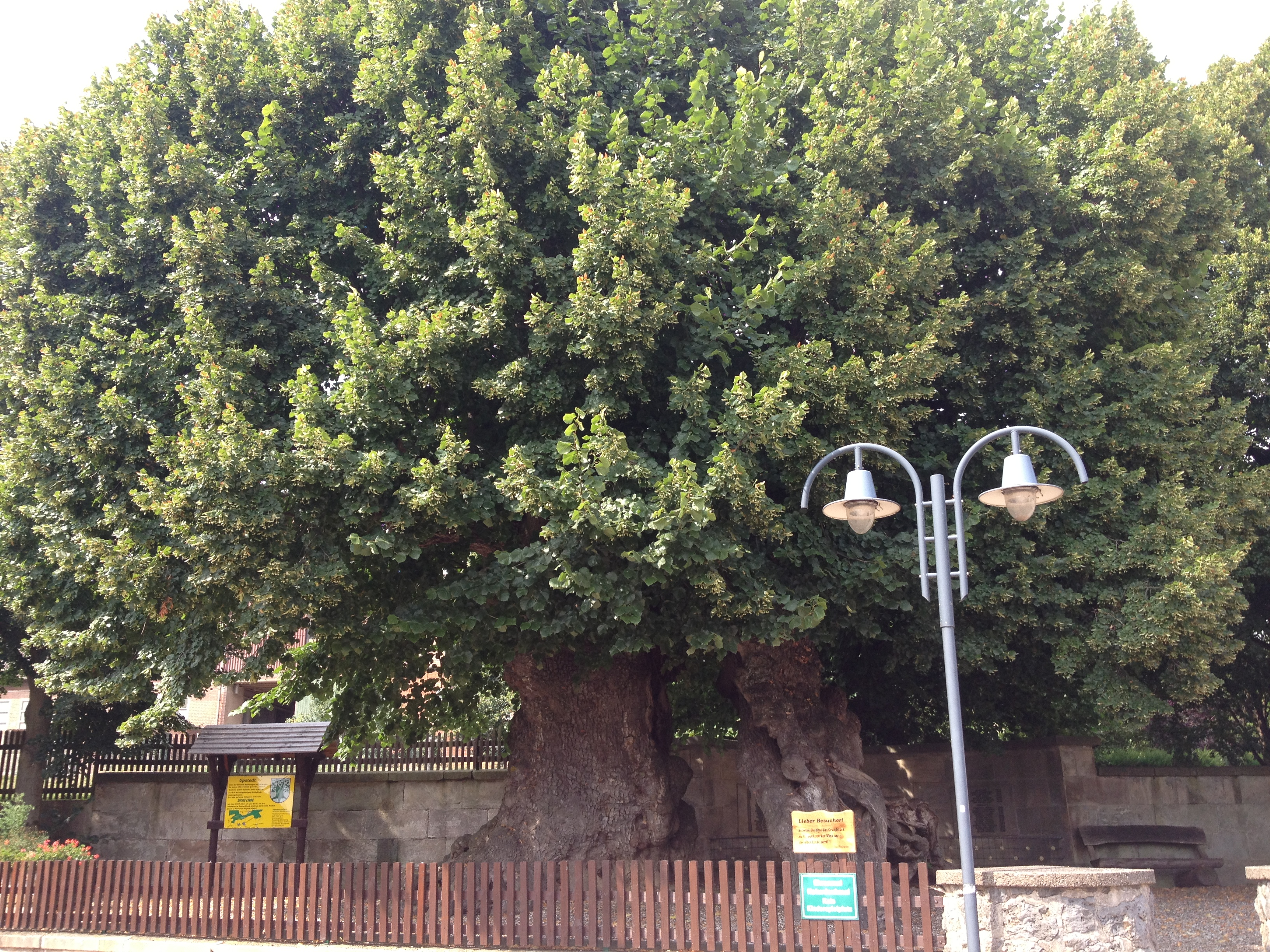
Dicke Linde in Upstedt

Die Dicke Linde, auch tausendjährige Linde genannt, ist ein geschütztes Naturdenkmal (ND-HI 099) in Upstedt, einem Stadtteil von Bockenem im Landkreis Hildesheim in Südniedersachsen.

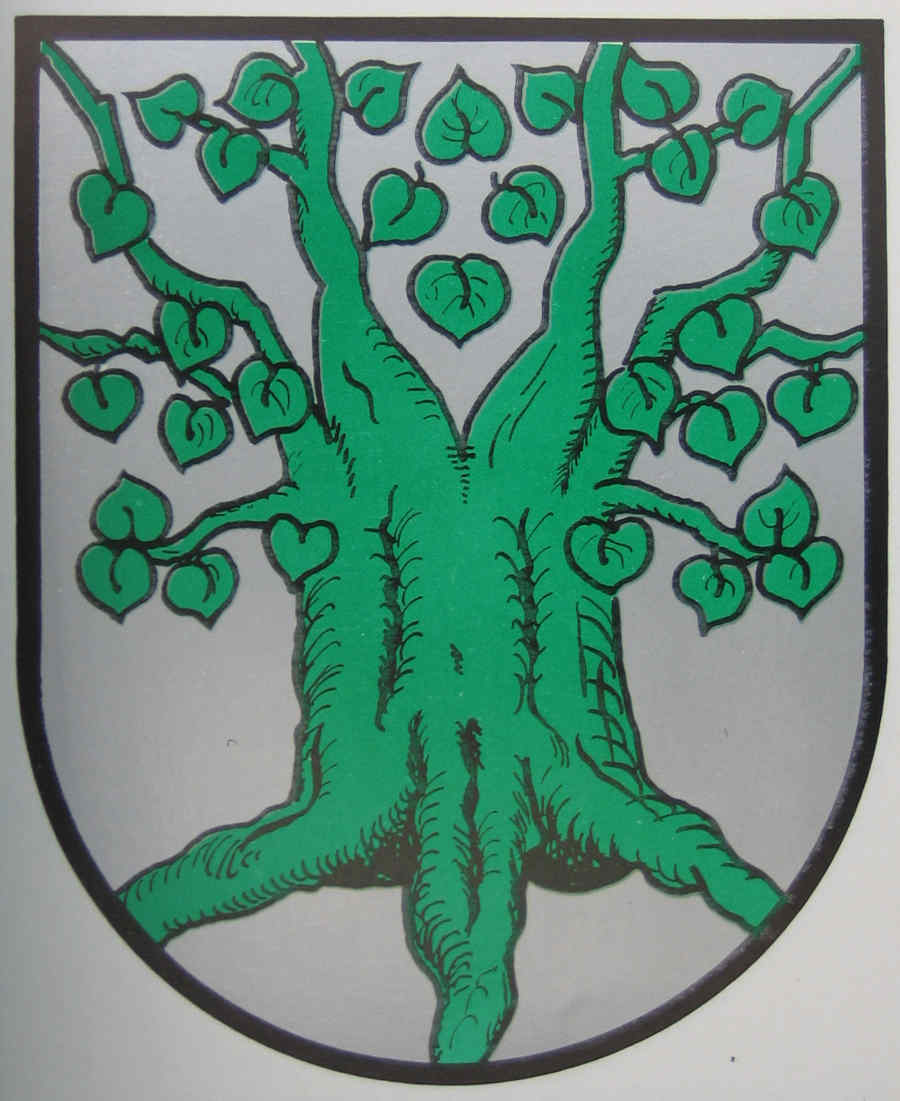
Die „Dicke Linde“ im Ortswappen von Upstedt

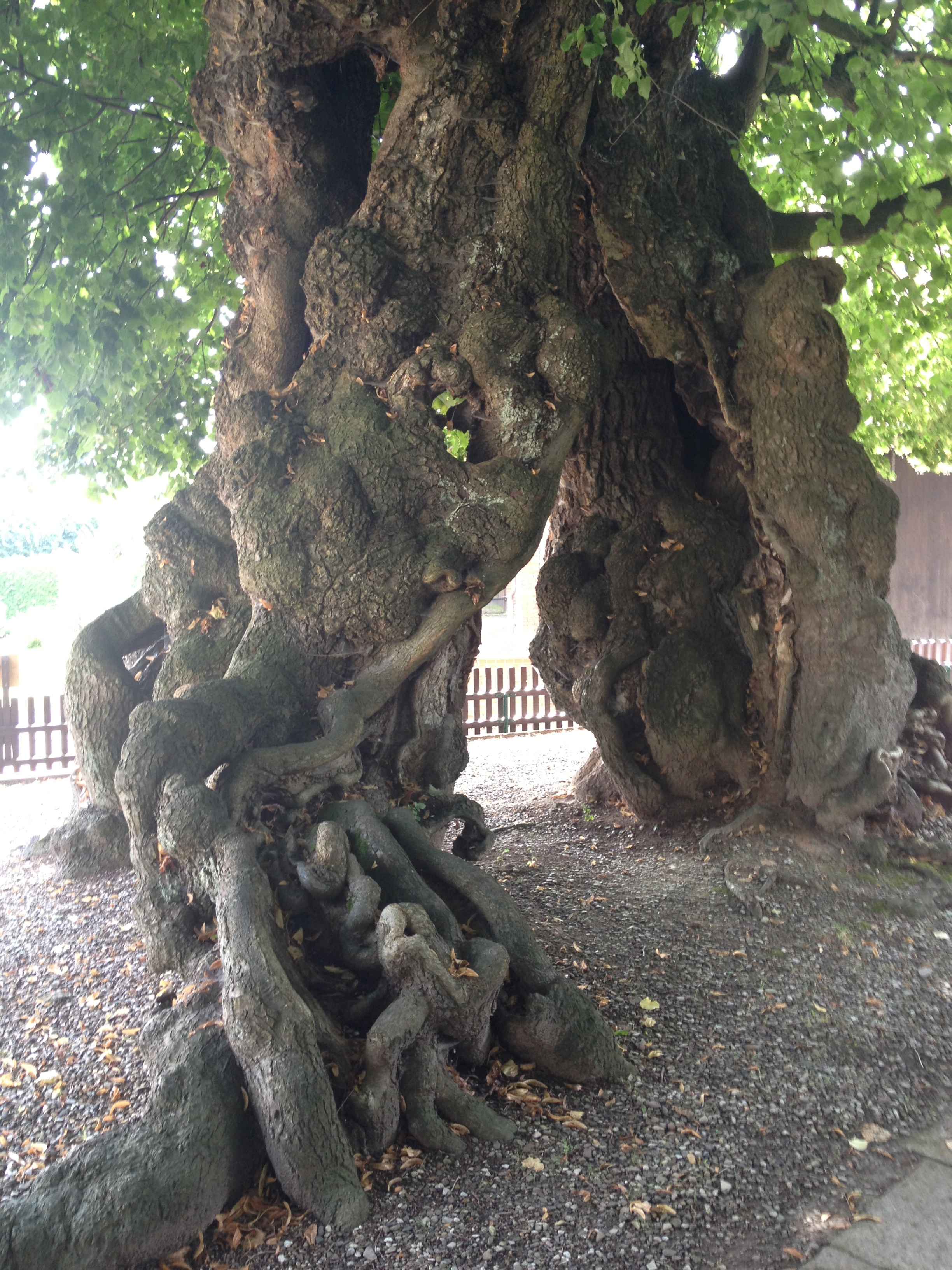
Fuß der Dicken Linde in Upstedt

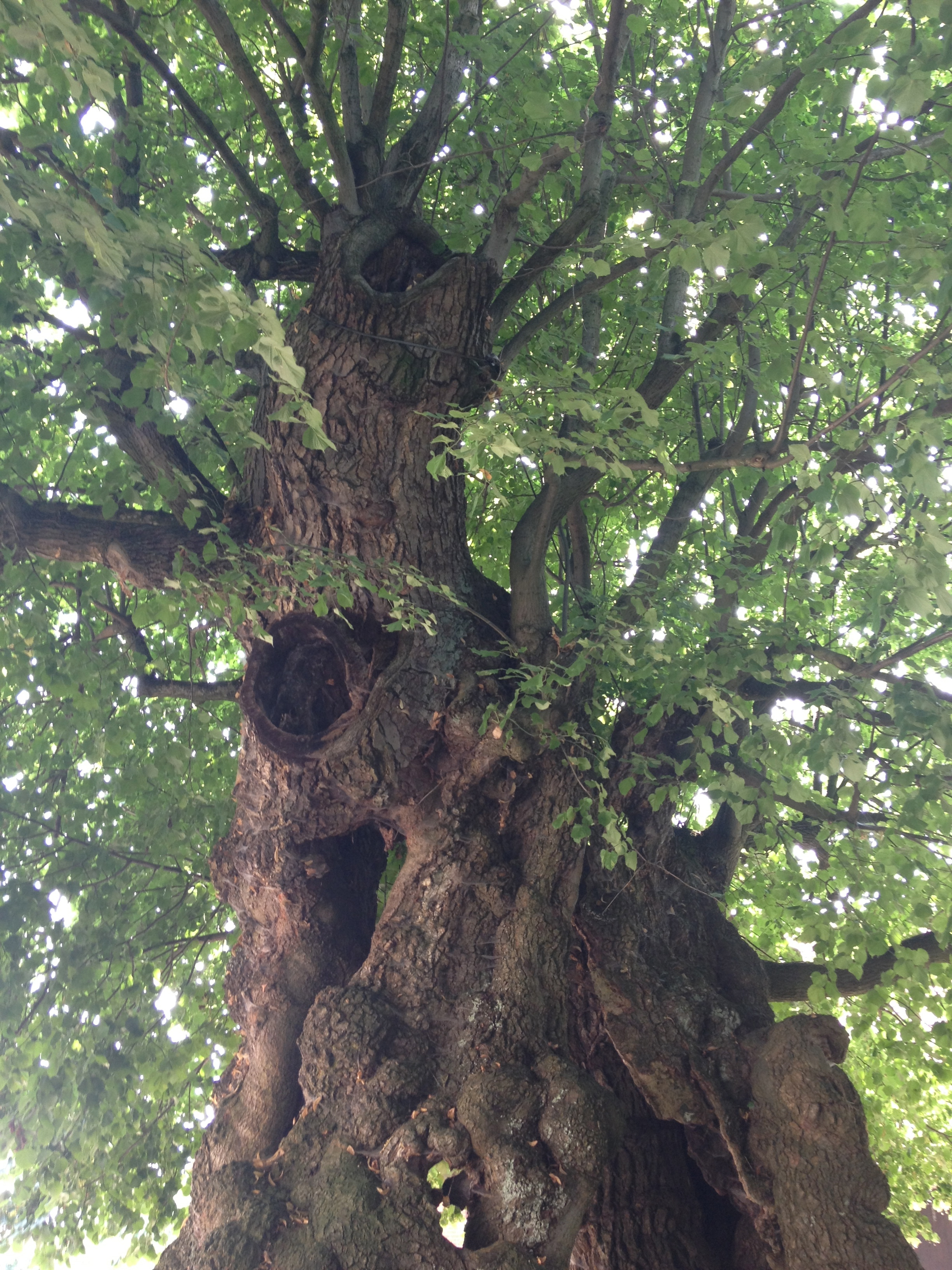
Krone der Dicken Linde in Upstedt

Die Linde ist seit Jahrhunderten Wahrzeichen und Mittelpunkt des Dorfes und hat auch im Wappen des Dorfes ihren Platz gefunden.

## Geschichte
Die tausendjährige Linde steht auf dem Versammlungsplatz des Dorfes, dem Thie. Es handelt sich dabei vermutlich um eine Marienlinde, die zur Einführung des Christentums gepflanzt und der Mutter Maria geweiht wurde – sie steht in der Nähe der Kirche.
Urkundlich erwähnt wurde die Linde zum ersten Mal um das Jahr 1100. In den Jahrhunderten danach hatte sie einiges zu überstehen: Während der Hildesheimer Stiftsfehde (1519–1523) wurde das ganze Dorf niedergebrannt. Zu Beginn des 20. Jahrhunderts, im Jahr 1908, zündeten spielende Kinder im hohlen Stamm des Baumes trockenes Holz und Stroh an. Die Feuerwehr konnte den Brand nur mit Mühe löschen. Im Jahr 1973 verlor die Linde bei einem großen Sturm alle Äste; im Jahr darauf trieb sie aber schon wieder aus.